# Musikverein Dortmund – Philharmonischer Chor
Der Musikverein Dortmund e. V. Philharmonischer Chor ist ein 1845 gegründeter Verein mit Sitz in Dortmund. Er ist einer der ältesten Vereine der Stadt, der sich als Laienchor der Pflege des Chorgesangs widmet.

## Ziel und Zweck
Ziel und Zweck des Vereins ist die Förderung von Kunst und Kultur durch die Pflege des Chorgesangs. Dieser wird verwirklicht insbesondere durch die Veranstaltung von Chorkonzerten und die Durchführung regelmäßiger Proben zur Vorbereitung dieser Konzerte sowie anderer musikalischer Veranstaltungen. Der Dortmunder Musikverein hat seit seiner Gründung im Jahr 1845 zahlreiche bedeutende Chorwerke aufgeführt. Eine Liste aller Konzerte des Dortmunder Musikvereins von 1845 bis 1995 und deren Besetzung ist in der Festschrift zum 150-jährigen Bestehen des Dortmunder Musikvereins auf den Seiten 23 bis 74 aufgeführt.

## Philharmonischer Chor
Seit 2003 wird der Philharmonische Chor vom ehemaligen Chordirektor der Dortmunder Oper, Granville Walker, geleitet und hat zurzeit (Stand 2025) rund 90 Mitglieder. Bei großen Chorwerken wird der Chor durch die Dortmunder Philharmoniker unterstützt. Die Konzerte finden im Konzerthaus Dortmund und anderen Konzerträumen in Dortmund und Umgebung statt. Der Chor ist Mitglied im Verband Deutscher Konzertchöre (VDKC).
Der Chor wirkt regelmäßig beim jährlich stattfindenden Fest der Chöre in Dortmund mit und war mehrfach zu Gast beim Klangvokal Musikfestival in Dortmund mit Werken, die über das normale Repertoire deutscher Konzertchöre hinausgehen, z. B. „Eve“, „La Vierge“ und der „Messa da Requiem“ von J. Massenet. Am Samstag vor dem 1. Advent findet jährlich ein Konzert mit wechselnden Programmen in kleiner Orchesterbesetzung in Konzerträumen wie der Bürgerhalle des Dortmunder Rathauses, dem Vokalmusikzentrum oder dem Reinoldisaal statt.

## Geschichte

### Vorgeschichte
Zur Entstehungsgeschichte des Musikvereins führte Walter Kramer aus:

„Um die Zeit nach 1750 kam es in Dortmund zur ersten Gründung einer musikalischen Vereinigung, dem Collegium musicum. Die Initiatoren waren der Kantor und Organist der Marienkirche, Johann Gottlieb Preller, der Bäcker und Bierbrauer Caspar Dietrich Doerth sowie die Herren Reinis und Brinkmann. Sie kamen regelmäßig in Privaträumen zu konzertmäßigen Übungen zusammen. Später erhielten sie dann Verstärkung durch Mitglieder der Familien Ritterhaus, Davidis, Bethmann und Kopfermann. 1793 wurde aus dieser Vereinigung die Liebhaber-Concert-Gesellschaft, die sich 1845, nach Übergabe ihrer Vermögenswerte an den neu zu gründenden Musikverein, auflöste. Nach seiner Gründung am 2. November 1845 beginnt die Geschichte des Dortmunder Musikvereins.“

Der Geschichte des Dortmunder Musikvereins widmet sich auch Rudolf Schroeder in den Beiträgen zur Geschichte Dortmunds und der Grafschaft Mark.

### 1845 bis 2003
| Jahr      | Leitung                                       |
| --------- | --------------------------------------------- |
| 1845–1882 | Rudolf Breidenstein                           |
| 1883–1921 | Julius Janssen                                |
| 1921–1945 | Wilhelm Sieben                                |
| 1945–1964 | Hans Wedig                                    |
| 1964–1968 | Orchesterleiter der Dortmunder Philharmoniker |
| 1968–2003 | Heinz Panzer                                  |

1846 trat der Dortmunder Musikverein mit der Aufführung des Oratoriums Der Tod Jesu von Carl-Heinrich Graun erstmalig an die Öffentlichkeit. 1952 wurde auf Initiative von Rudolf Breidenstein das Westfälische Musikfest ins Leben gerufen, das bis 1909 unter der Leitung von Julius Janssen im Fredenbaumpark in Dortmund regelmäßig fortgesetzt wurde. 1905 dirigierte der Komponist Richard Strauss im Rahmen des 8. Westfälischen Musikfestes im Festsaal des Fredenbaum seine symphonischen Dichtungen Tod und Verklärung sowie die Sinfonia Domestica. 1910 fand in Dortmund unter Anwesenheit des Komponisten das Max-Reger-Fest statt, und 1912 wurde unter der Leitung vom Janssen die Sinfonie der Tausend von Gustav Mahler aufgeführt. 1920 übernahm Wilhelm Sieben die Leitung des Dortmunder Musikvereins, gleichzeitig mit der Übernahme der Leitung des Städtischen Orchesters, das aus dem Orchesterverein von 1897 hervorgegangen war, den Dortmunder Philharmonikern. Ab 1936 studierte den Chor des Dortmunder Musikvereins der Chordirektor Hans Wedig ein, der 1945 künstlerischer Leiter des Vereins wurde. Von 1964 bis zur Berufung von Heinz Panzer im Jahr 1968 leitete der Generalmusikdirektor der Dortmunder Oper, Wilhelm Schüchter den Chor. Unter Heinz Panzers Leitung ist der Verein zu einem der wichtigsten Kulturträger der Stadt Dortmund geworden.
1982 und 1983 spielte Heinz Panzer mit dem Musikverein Schallplatten des Oratorium Christus von Franz Liszt und der Oper Orfeo Ed Euridice ein.
Am Totensonntag, dem 21. November 1999, leitete Heinz Panzer in der großen Westfalenhalle in Dortmund die Grande Messe des Morts von Hector Berlioz, ein Gemeinschaftsprojekt des Dortmunder Musikvereins zum Gedenken an die Kriegsopfer des 20. Jahrhunderts gemeinsam mit Chören aus Amiens, Coventry, Hiroshima, Krakau, Nowosibirsk, Prag, Rotterdam, Tel Aviv und Yale – insgesamt 420 Sängerinnen und Sänger – und den verstärkten Dortmunder Philharmonikern. Die Kulturstiftung Dortmund unterstützte dieses Konzert mit 100.000 D-Mark. Die Westfälische Rundschau berichtete seinerzeit unter dem Titel „Ein musikalisches Monument des Gedenkens“ über dieses Konzert; ebenso die Ruhrnachrichten unter der Überschrift „Klanggewaltiges Requiem in der Westfalenhalle“. Auch das ZDF hatte eine Zusage für eine Fernsehübertragung gemacht, dann aber – nach Absage der Teilnahme des Bundespräsidenten Johannes Rau – die Zusage wieder zurückgenommen.
Heinz Panzer leitete den Philharmonischen Chor bis 2003. Er verstarb am 27. Oktober 2021 im Alter von 94 Jahren.

### Seit 2003
Seit 2003 ist Granville Walker musikalischer Leiter des Philharmonischen Chores. Er wurde in Wimbledon, England geboren, studierte Gesang und Musikwissenschaft an der Cambridge University und Gesang, Querflöte und Dirigieren an der Royal Academy of Music in London. 1980 kam er nach Deutschland und wirkte als Korrepetitor und Kapellmeister am Staatstheater in Oldenburg. 1987 wechselte er als Studienleiter und Kapellmeister nach Freiburg und übernahm die Position des Kapellmeisters am Theater Hagen. Von 1995 bis 2002 war er als Chordirektor und Kapellmeister am Theater Dortmund tätig. Granville Walker hat verschiedene Kompositionen für Kammerorchester und Chorwerke geschrieben, 2005 wurde am Theater Dortmund seine Oper „Herr Ritter und Herr Mönch“  aufgeführt.
2011 war der Leeds Philharmonic Chorus aus der Partnerstadt zu Gast in Dortmund und hat gemeinsam mit dem Dortmunder Musikverein und 7 weiteren Dortmunder Chören „The Music Makers“ von Edward Elgar unter der Leitung von Jac van Steen aufgeführt.
2018 waren Mitglieder des Philharmonischen Chores zu Gast bei einem Konzert des „Messiah“ von G.F. Händel in der Town Hall Leeds mit dem Leeds Philharmonic Chorus, Sängern des Halifax Chorus und der Black Dyke Band unter der Leitung von David Hill. 2020 beging der Chor sein 175-jähriges Jubiläum, das wegen der Corona-Pandemie allerdings kaum gefeiert werden konnte. Wie in vielen anderen Chöre auch, mussten während diese Pandemie-Periode die analogen Proben ausgesetzt werden. An deren Stelle traten digitale Proben-Formate, die über die Plattform Zoom und Chorproben mit ausreichendem Abstand im Rombergpark und in der Propsteikirche in Dortmund von Walker realisiert wurden.

## Liste (Auswahl) der Konzerte unter Leitung bzw. Mitwirkung von Granville Walker
- 2011: „Messa da Requiem“ von G. Verdi[9]
- 2011: „The Music Makers“ von Edward Elgar
- 2012: „Die Jahreszeiten“ von J. Haydn[10]
- 2012: „Ein Deutsches Requiem“ von J. Brahms[11]
- 2013: „Petite Messe Solenelle“ G. Rossini[12]
- 2014: „Stabat Mater“ von A. Dvorak[13]
- 2014: „Cäcilienmesse“  von Ch. Gounod[14]
- 2015: „American Night“, WDR Funkhausorchester Köln, Leitung Wayne Marshall, George Gershwin Suite aus „Porgy and Bess“ -[15]
- 2015: „Paulus“ von Felix Mendelssohn Bartholdy[16]
- 2016: „De Profundis“ von Eduard Wilsing mit drei weiteren Dortmunder Chören[17]
- 2017: „The Dream of Gerontius“ von Edward Elgar.
- 2017: „Magnificat“  von J.S. Bach in der Fassung mit weihnachtlichen Einlagesätzen und G.F. Händels Krönungshymnus „Zadok the Priest“.[18]
- 2018: „Eve“ von J. Massenet[19]
- 2018: „Messiah“ von G.F. Händel, mit dem Leeds Philharmonic Chorus in Leeds, in Werne und in Dortmund[20]
- 2019:  2.Sinfonie „Lobgesang“ und „Walpurgisnacht“ von Felix Mendelssohn Bartholdy im Freischütz Schwerte,
- 2021: „A Raffaelo Divino“ von Bossi und die „Messa di Gloria“ von Mascagni
- 2021: Konzert zum 175-jährigen Bestehen[21], Werke von Purcell, Händel, Beethoven, Schubert und Mendelssohn.
- 2022: “La Vierge” von J. Massenet im Rahmen des Klangvokal Festivals[22]
- 2023: "Messa da Requiem" von J. Massenet in St. Reinoldi[23]
- 2023: "Ein deutsches Requiem" von J. Brahms in der Pauluskirche, "Ave Maris Stella" für Chor und Orchester von Granville Walker[24]
- 2024: "Messa di Gloria" von Puccini,[25]